# Tritoniopsis
Tritoniopsis Eliot, 1905 è un genere di molluschi nudibranchi della famiglia Tritoniidae.

## Tassonomia
Comprende le seguenti specie:
- Tritoniopsis brucei Eliot, 1905 - specie tipo
- Tritoniopsis cincta (Pruvot-Fol, 1945)
- Tritoniopsis elegans (Audouin, 1826)
- Tritoniopsis frydis Er. Marcus & Ev. Marcus, 1970